# 佐々木正洋 (1974年生)
佐々木 正洋（ささき まさひろ、1974年12月19日 - ）は元青森朝日放送（ABA）のアナウンサー。旧八峯テレビ、現在のフジ・メディア・テクノロジー に所属。東京都世田谷区出身。東京都立新宿高等学校を経て明治大学商学部商学科卒業。

## 来歴
1998年4月にABAへ入社。『スーパーJチャンネルABA』キャスター、全国高等学校野球選手権大会などのスポーツ実況、深夜情報番組『mono express2』の司会（ディレクター兼任）などを経て、2004年6月末にABAを退社・アナウンス活動から離れた。
2004年7月八峯テレビ入社。スカパー!のUEFAチャンピオンズリーグ中継とそのハイライト番組『UEFA Champions League Highlight』の制作を担当し、2013年現在はチーフディレクター。

## 出演番組
- スーパーJチャンネルABA（月 - 木曜[5]→金曜[6]）
  - めざせ甲子園
- スポーツ中継
  - 全国高等学校野球選手権大会
  - 高校柔道
- mono express2（2002年4月 - 2004年6月[4]）